# Virgil Miller
Virgil Miller, o anche Virgil E. Miller (Coffeen, 20 dicembre 1887 – Hollywood, 5 ottobre 1974), è stato un direttore della fotografia ed effettista statunitense.

## Filmografia
- A Stormy Knight, regia di Elmer Clifton (1917)
- The Man Trap, regia di Elmer Clifton (1917)
- The Flash of Fate, regia di Elmer Clifton (1918)
- Brace Up, regia di Elmer Clifton (1918)
- The Guilt of Silence, regia di Elmer Clifton (1918)
- Smashing Through
- The Eagle, regia di Elmer Clifton (1918)
- Winner Takes All
- The Silent Barrier, regia di William Worthington (1920)
- Pink Tights, regia di Reeves Eason (1920)
- Two Kinds of Love, regia di Reeves Eason (1920)
- Colorado, regia di B. Reeves Eason (1921)
- Luring Lips, regia di King Baggot (1921)
- Red Courage, regia di Reeves Eason (1921)
- A colpo sicuro (Sure Fire), regia di John Ford (1921)
- Cheated Hearts, regia di Hobart Henley (1921)
- The Scrapper, regia di Hobart Henley (1922)
- Man Under Cover, regia di Tod Browning (1922)
- Primavera nordica (The Trap), regia di Robert Thornby (1922)
- The Black Bag, regia di Stuart Paton (1922)
- Don't Shoot, regia di Jack Conway (1922)
- The Lone Hand, regia di B. Reeves Eason (1922)
- Ridin' Wild, regia di Nat Ross (1922)
- Kindled Courage
- The Scarlet Car, regia di Stuart Paton (1923)
- La fiamma della vita (The Flame of Life), regia di Hobart Henley (1923)
- Lorraine of the Lions, regia di Edward Sedgwick (1925)
- Charlie Chan e la città al buio (City in Darkness), regia di Herbert I. Leeds (1939)
- Charlie Chan e la crociera del terrore (Charlie Chan's Murder Cruise), regia di Eugene Forde (1940)
- Charlie Chan al museo delle cere (Charlie Chan at the Wax Museum), regia di Lynn Shores (1940)